# Markus Karl
Markus Karl (Vilsbiburg, 14 febbraio 1986) è un calciatore tedesco, centrocampista dell'Alsenborn.